# Käthe Hoffmann
Käthe Hoffmann (* 1883; † 30. Dezember 1960 in Berlin) war eine deutsche Botanikerin aus Breslau, die zusammen mit ihrem Doktorvater Ferdinand Albin Pax zahlreiche Pflanzenarten aus Neuguinea und Südostasien beschrieb, darunter viele Euphorbiaceae-Arten. Ihr offizielles botanisches Autorenkürzel lautet „K.Hoffm.“

## Leben
Käthe Hoffmann trug wesentliche Erkenntnisse auf dem Gebiet der Botanik bei, indem sie zahlreiche Pflanzenarten in Neuguinea und Südostasien entdeckte und katalogisierte. Insgesamt erstbeschrieb sie 354 neue Landpflanzen. In der Liste der weiblichen Wissenschaftler mit der größten Anzahl von Erstbeschreibungen weltweit im Zeitraum von 1735 bis 1970 steht sie damit auf dem 6. Platz.
Zwischen 1911 und 1925 veröffentlichte sie gemeinsam mit dem Botaniker Ferdinand Albin Pax eine Reihe von Familienbearbeitungen in Adolf Englers Werk Das Pflanzenreich, das ursprünglich alle Pflanzenarten der Erde umfassen sollte.
Hoffmann promovierte bei Ferdinand Albin Pax in Breslau. Sie arbeitete eng mit ihm zusammen und unterstützte ihn auch nach dem Tod seiner Frau 1929. Im Jahr 1942 veröffentlichte sie zwei Artikel in der wissenschaftlichen Fachzeitschrift Revista Sudamericana de Botánica, darunter ein Nachruf auf den Anfang März 1942 verstorbenen Ferdinand Albin Pax. Nach dem Zweiten Weltkrieg lebte sie als Mittelschullehrerin in Berlin-Lichtenrade.
Käthe Hoffmann blieb zeitlebens unverheiratet. Als ihr Todesjahr wird häufig falsch 1931 angegeben; sie starb jedoch gemäß einer Veröffentlichung der Deutschen Botanischen Gesellschaft, deren Mitglied sie war, erst am 30. Dezember 1960 in Berlin.

## Schriften (Auswahl)
- Pax, FA; K Hoffmann. 1911. Euphorbiaceae-Cluytieae. Das Pflanzenreich. Heft 47.
- Pax, FA; K Hoffmann. 1912. Euphorbiaceae-Gelonieae … Unter Mitwirkung. Das Pflanzenreich. Heft 52.
- Pax, FA; K Hoffmann. 1912. Euphorbiaceae-Acalypheae-Chrozophorinae … Unter Mitwirkung. Das Pflanzenreich. Heft 57.
- Pax, FA; K Hoffmann. 1914. Euphorbiaceae-Acalypheae-Mercurialinae … Unter Mitwirkung. Das Pflanzenreich. Heft 63.
- Pax, FA; K Hoffmann. 1922. Euphorbiaceae-Phyllanthoideae-Phyllantheae. Das Pflanzenreich. Heft 81.
- Pax, FA; K Hoffmann. 1924. Euphorbiaceae-Crotonoideae-Acalypheae-Acalyphinae … Euphorbiaceae-Additamentum VII. Das Pflanzenreich. Heft 85.
- Pax, FA; K Hoffmann. 1958. Euphorbiaceae – Gelonieae. Mit 40 Einzelbildern in 11 Fig.
- Pax, FA; K Hoffmann. 1959. Euphorbiaceae – Cluytieae. Ed. reimpreso Weinheim, J.C, 1959. 124 pp. 35 figs. Engler´s Pflanzenreich, IV: 147: III; Heft 47.